# Reinsbüttel
Reinsbüttel er en by og kommune i det nordlige Tyskland, beliggende i Amt Büsum-Wesselburen under Kreis Dithmarschen. Kreis Dithmarschen ligger i den sydvestlige del af delstaten Slesvig-Holsten.

## Geografi
Reinsbüttel er beliggende mellem Süderdeich og Oesterdeichstrich. Tidligere førte en dæmning, bygget i 1585, via Reinsbüttel til den daværende ø Büsum. Byen ligger på et varft fra det 12. århundrede og er beliggende ved jernbanen mellem Büsum og Heide (og videre til Neumünster).
I kommunen ligger ud over Reinsbüttel, bebyggelserne Reinsbüttlerweide, Wahrdamm og Weidehof.